# ネイバーズ
『ネイバーズ』（原題：Neighbours）は、オーストラリアのテレビソープオペラ。